# On the Cover
On the Cover è il primo Ep della band pop punk statunitense MxPx. È stato pubblicato nel 1995, e si tratta di un album contenente solo ed esclusivamente cover.

## Tracce
1. Summer of '69 (Bryan Adams) - 2:21
2. Oh, Boy! (Buddy Holly) - 2:03
3. Drum Machine Joy (Joy Electric) - 3:35
4. You Found Me (Altar Boys) - 2:31
5. Take on Me (A-ha) - 3:36
6. Marie, Marie (The Blasters) - 1:50
7. You Put This Love in My Heart (Keith Green) - 1:47
8. No Brain (The Cootees) - 2:36

## Formazione
- Mike Herrera (voce e basso)
- Tom Wisniewski (chitarra)
- Yuri Ruley (batteria)